# مرلینز بریج
مرلینز بریج (به انگلیسی: Merlin's Bridge) یک منطقهٔ مسکونی در بریتانیا است که در پمبروکشر واقع شده‌است.